# Sonic the Hedgehog Spinball
Sonic the Hedgehog Spinball, в Японии известная как Sonic Spinball (яп. ソニックスピンボール Соникку Супимбо:ру) — видеоигра серии Sonic the Hedgehog, разработанная американским подразделением Sega Technical Institute (STI) и изданная компанией Sega осенью 1993 года. Позже игра была портирована на множество игровых платформ нескольких поколений и входила в десятки сборников.
Sonic the Hedgehog Spinball является первой игрой серии, выполненной в жанре пинбол, а в качестве шарика для пинбола выступает сам Соник. Здесь же появляются персонажи из таких мультсериалов, как Adventures of Sonic the Hedgehog и Sonic the Hedgehog. Действие игры происходит на планете Мобиус, где Соник должен остановить злодея доктора Роботника, превращающего животных в роботов для захвата мира.
В отличие от многих других частей франшизы, проект был полностью разработан в США американскими разработчиками из STI и Polygames. После релиза Sonic the Hedgehog Spinball получила неоднозначные отзывы от прессы. Рецензенты хвалили игру за интересную идею и игровой процесс, но критиковали неудобное управление и плохую реализацию элементов платформерных игр.

## Игровой процесс

Игровой процесс на уровне «Toxic Caves». Соник выступает в игре в качестве шарика для пинбола

Sonic the Hedgehog Spinball выполнена в двухмерной графике. По сюжету игры злодей доктор Роботник стал контролировать планету Мобиус и превратил её в большую механическую базу, энергия которой способна трансформировать животных в роботов с невероятной скоростью. Ёж Соник и лис Тейлз пролетают на самолёте «Торнадо» над базой, однако летательный аппарат вскоре начинает терять высоту и ёж вынужден падать в воду. Главный герой должен найти все Изумруды Хаоса для того, чтобы база перестала контролироваться.
Игрок управляет Соником, который на протяжении большей части игры выступает в качестве пинбольного шарика. Лишь на некоторых участках уровней ёж может бегать по поверхности не сворачиваясь в клубок. Кроме того он обладает способностью spin dash, которая позволяет разгоняться на месте. От игрока требуется пройти четыре игровые зоны («Toxic Caves», «Lava Powerhouse», «The Machine» и «The Showdown»), которые отличаются между собой строением и игровыми особенностями, а также количеством Изумрудов Хаоса, необходимых для завершения прохождения уровня. Для получения дополнительных очков и жизней в каждой локации Соник выполняет различные задания, например, уничтожает роботов для того, чтобы освободить животных, или собирает золотые кольца. Каждый уровень оснащён переключателями, необходимыми для дальнейшего прохождения: они в частности могут открывать недоступные места и убирать различные препятствия. Когда игрок собирает все Изумруды Хаоса, открывается битва с боссом, где нужно его победить, нанося ему удары в слабые места. В самом начале игроку даётся три жизни. Если во время игры Соник падает в пропасть — в воду, кислоту, лаву или электричество, — то теряется жизнь.
После каждой битвы с боссом игроку предстоит проходить специальные этапы («Bonus Stage»), которые не являются обязательными для прохождения, а служат только для набора дополнительных очков. Всего есть четыре специальных этапа — «Trapped Alive», «Robo Smile», «The March» и «The Clucker’s Defense», причём последний становится доступным после того, как игрок собрал все кольца на уровне, и тогда появляется ведущий туда портал в виде звёзд. На этих этапах Соник сам управляет машиной для пинбола. Игрок управляет пинбольным шариком (которых в запасе три, их количество увеличивается благодаря дополнительным очкам) и выполняет различные задания, например освобождает животных и уничтожает роботов. Если будут утеряны все шарики, то прохождение уровня заканчивается. В версиях для консолей Game Gear и Master System специальные этапы представляют собой платформерные уровни, которые игрок должен пройти за отведённое время. На уровнях находятся кольца и ящики, содержащие бонусы. Для открытия прохода к последующим участкам локаций необходимо собрать определённое количество колец. За прохождение этих этапов начисляются дополнительные очки.

## Разработка и выход игры
После выхода Sonic the Hedgehog 2 в 1992 году студия Sega Technical Institute (STI) приступила к созданию Sonic the Hedgehog Spinball. Первоначально многие разработчики игры (например, руководитель проекта Роджер Гектор и дизайнер Питер Моравик) были задействованы в разработке другой игры c участием ежа-талисмана — Sonic the Hedgehog 3. По планам Sega, третья часть должна была выйти ближе к Рождеству 1993 года. Однако, чтобы получить дополнительную прибыль, в издательстве решили создать спин-офф по Сонику и разделили команду на две части: одни сотрудники отвечали за Sonic 3, другие — создавали Sonic Spinball. К последним присоединились разработчики из компании Polygames, которые отвечали за программирование. В команде Гектора присутствовали лишь два японца — художник Ясухико Сато и продюсер Ютака Сугано, а остальные были американцами.
Команда Роджера Гектора создала аркадный пинбол, но действие игры было перенесено в мир серии Sonic the Hedgehog, где в роли шарика выступает сам Соник. Кроме самого ежа и лиса Тейлза, в Sonic Spinball присутствуют персонажи из мультфильмов Adventures of Sonic the Hedgehog и Sonic the Hedgehog: Салли Акорн, Банни Раббот, Морж Ротор и пёс Маттски. При разработке уровней дизайнеры вдохновлялись локацией «Casino Night» из вышеупомянутой Sonic 2, в которой присутствовали некоторые элементы пинбола, а игровой процесс сделан на манер Pinball Dreams. Как и в основных частях серии, в игре есть специальные уровни — «Bonus Stage». За их разработку отвечал Джон Дагган. 8-битная версия игры из-за аппаратных ограничений консолей отличается от оригинала более простой графикой и дизайном уровней. Исходный код был написан на языке программирования Си, в то время как большинство игр тех лет писались на ассемблере.
Музыкальное сопровождение к игре написали композиторы Говард Дроссин, Бэрри Блум и Брайан Кобурн. Позднее они все приняли участие в написании саундтрека для Sonic the Hedgehog 3. Сначала команда разработчиков хотела в своём проекте использовать мелодии из первой игры Sonic the Hedgehog, но из-за сложностей с авторскими правами, которые принадлежали композитору Масато Накамуре, а не самой Sega, для Sonic Spinball был написан новый саундтрек. Музыка из Sonic the Hedgehog Spinball вошла в альбом Sonic the Hedgehog Boom: The Music from Sonic CD and Sonic Spinball, вышедший в феврале 1994 года, а тема уровня «Toxic Caves» вошла в состав музыкального сборника History Of Sonic Music 20th Anniversary Edition, изданного в 2011 году.
Пинбол с участием Соника разрабатывался около девяти месяцев. Летом 1993 года, на выставке CES, STI продемонстрировала демоверсию игры. От финального варианта она отличается названием (Sonic Pinball), видеозаставками и более тусклой палитрой цветов. Релиз Sonic the Hedgehog Spinball для консоли Mega Drive/Genesis состоялся в конце 1993 года. Портированные версии для Game Gear и Master System вышли соответственно в 1994 и 1995 году. Существует множество портов Sonic the Hedgehog Spinball на консоли различных поколений. Версия игры для Mega Drive/Genesis присутствует в сборниках Sega Smash Pack, Sonic Mega Collection, Sonic’s Ultimate Genesis Collection и Sega Mega Drive and Genesis Classics, а также является одной из доступных игр для Sega Genesis Mini. Порт для 8-битных консолей вошёл в состав Sonic Adventure DX: Director’s Cut как открываемая мини-игра, был включён в состав сборника Sonic Gems Collection и 23 июня 2023 года был добавлен в Sonic Origins Plus. Оригинал также доступен в сервисах цифровой дистрибуции — Virtual Console, Steam и App Store.

## Оценки и мнения
| Сводный рейтинг       | Сводный рейтинг         |
| Агрегатор             | Оценка                  |
| --------------------- | ----------------------- |
| GameRankings          | 61 % (MD) 66,17 % (iOS) |
| Metacritic            | 68/100 (iOS)            |
| Иноязычные издания    |                         |
| Издание               | Оценка                  |
| AllGame               | (MD) · (GG)             |
| EGM                   | 7/10 (MD) 4,3/10 (GG)   |
| Eurogamer             | 4/10 (Wii)              |
| GamePro               | 7/10 (MD/GG/SMS)        |
| GameSpot              | 6,1/10 (Wii)            |
| IGN                   | 7,5/10 (Wii)            |
| Jeuxvideo.com         | 15/20 (MD/GEN)          |
| Nintendo Life         | 4/10 (Wii)              |
| Sega-16               | 8/10 (MD)               |
| The Video Game Critic | C (MD)                  |
| MegaTech              | 86 % (MD/GEN)           |
| Electronic Games      | 93 % (MD/GEN)           |
| Entertainment Weekly  | C (MD/GEN)              |

Sonic the Hedgehog Spinball получила смешанные отзывы критиков. На сайте Metacritic версия для iOS была оценена в 68 баллов из 100 возможных, а на GameRankings средняя оценка игры для консоли Mega Drive/Genesis и операционной системы iOS составляет соответственно 61 % и 66,67 %. Некоторые критики положительно оценили идею игры и визуальный стиль, однако ряд рецензентов разочаровались в Sonic the Hedgehog Spinball из-за неудобного управления.
Представитель журнала GamePro, в обзоре версии для Mega Drive/Genesis, заявил, что Sonic Spinball является «весёлой» игрой, а на сайте Sega-16 посоветовали купить игру тем фанатам, которым нравятся Соник и пинбол. В Electronic Gaming Monthly разработчиков похвалили за «свежую» идею пинбола и просторные уровни. Лукас Томас из сайта IGN оценил Sonic Spinball в 7,5 балла из 10. По его словам, Соник лучше подходит для такого жанра, как пинбол, чем талисманы других компаний, и что «геймплей здесь хоть и не классический, но верный франшизе». Звуковые эффекты обозреватель назвал впечатляющими и положительно оценил графику, отмечая, что мини-игры сделаны визуально привлекательными, а сама графика не уступает другим играм для Mega Drive. Критике рецензент подверг управление и высокий для новичков уровень сложности, но в целом он назвал Sonic Spinball хорошей игрой для тех, кому нравится Соник.
Однако встречались и отрицательные отзывы. Фрэнк Прово из GameSpot раскритиковал «глупую» физику и музыкальное сопровождение игры и предупредил игроков не ожидать от неё возвращения к «раскованному стилю зон „Spring Yard“ [из первой части] и „Casino Night“ [из сиквела]». Обозреватель The Video Game Critic назвал игру «повторяющейся и запутанной» и заявил, что ей не хватает скорости настоящего пинбола; по мнению критика, бонусные уровни получились более интересными, чем основная игра. Дэмиен МакФерран из Nintendo Life поставил Sonic Spinball 4 балла из 10 возможных. Хотя журналист положительно оценил оригинальную задумку игры, но отметил такие недостатки, как неудобное управление и элементы платформера, которые далеки от первых частей серии. По мнению обозревателя, причиной было то, что Spinball разрабатывалась американской студией, а не самой Sonic Team.
Версии игры для Game Gear и Master System получили противоречивые отзывы. В обзоре критик из GamePro заявил, что благодаря Sonic Spinball можно «скоротать время в дороге», но в то же время коллеги из Electronic Gaming Monthly отметили, что она оставляет желать лучшего. Оба рецензента раскритиковали «размытую» графику, звук и управление.

### Влияние
В 2003 году для портативной консоли Game Boy Advance состоялся релиз проекта Sonic Pinball Party, который также является пинболом, но сюжетно не связан с событиями Sonic the Hedgehog Spinball. Игра создавалась компаниями Sonic Team и Jupiter. По сюжету действие игры происходит в Казинополисе (в городе Вокзальная Площадь из Sonic Adventure), где доктор Эггман превращает людей в роботов и промывает мозги Тейлзу и ежихе Эми Роуз. Соник должен спасти своих друзей, выиграв турнир «Egg Cup Tournament». Уровни основаны на играх серии Sonic the Hedgehog, Nights into Dreams… и Samba de Amigo, а число игровых персонажей по сравнению с Sonic Spinball увеличено до четырёх.
Сюжет Sonic Spinball был адаптирован в выпуске №6 комиксов Sonic the Hedgehog от компании Archie Comics. Также история игры была адаптирована в эпизоде «Attack on the Pinball Fortress» мультфильма Adventures of Sonic the Hedgehog.